# Cynorkis
Genre
Cynorkis est un genre d'Orchidées.
L'espèce type est Cynorkis fastigiata Thouars (1822).
Les espèces sont trouvées en Afrique, incluant les îles de l'Océan Indien.

## Synonymes
- Amphorkis Thouars, Nouv. Bull. Sci. Soc. Philom. Paris 1: 316 (1809)
- Cynorchis Thouars, Hist. Orchid.: t. 13 (1822), orth. var.
- Cynosorchis Thouars, Hist. Orchid.: t. 14 (1822), orth. var.
- Arnottia A.Rich., Mém. Soc. Hist. Nat. Paris 4: 29 (1828)
- Bicornella Lindl., Gen. Sp. Orchid. Pl.: 334 (1835)
- Barlaea Rchb.f., Linnaea 41: 54 (1876)
- Acrostylia Frapp. ex Cordem., Fl. Réunion: 227 (1895)
- Camilleugenia Frapp. ex Eugène Jacob de Cordemoy, Fl. Réunion: 234 (1895)
- Hemiperis Frapp. ex Cordem., Fl. Réunion: 235 (1895)
- Forsythmajoria Kraenzl. ex Schltr., Die Orchideen: 73 (1914), nom. inval.
- Helorchis Schltr., Repert. Spec. Nov. Regni Veg. Beih. 33: 35 (1924)
- Lemuranthe Schltr., Repert. Spec. Nov. Regni Veg. Beih. 33: 84 (1924)
- Microtheca Schltr., Repert. Spec. Nov. Regni Veg. Beih. 33: 76 (1924)
- Physoceras Schltr., Repert. Spec. Nov. Regni Veg. Beih. 33: 78 (1924)
- Lowiorchis Szlach., Die Orchidee (Hamburg) 55: 314 (2004)
- Imerinorchis Szlach., Die Orchidee (Hamburg) 56: 68 (2005)
- Monadeniorchis Szlach. & Kras, Richardiana 6: 178 (2006), nom. nud.

## Liste d'espèces
Selon Catalogue of Life (22 décembre 2018) :
- Cynorkis alborubra Schltr.
- Cynorkis ambondrombensis Boiteau
- Cynorkis ampullacea H.Perrier ex Hermans
- Cynorkis ampullifera H.Perrier
- Cynorkis anacamptoides Kraenzl.
- Cynorkis andohahelensis H.Perrier
- Cynorkis andringitrana Schltr.
- Cynorkis angustipetala Ridl.
- Cynorkis anisoloba Summerh.
- Cynorkis aphylla Schltr.
- Cynorkis arnottioides Rchb.f.
- Cynorkis aurantiaca Ridl.
- Cynorkis bardotiana Bosser
- Cynorkis baronii Rolfe
- Cynorkis bathiei Schltr.
- Cynorkis betsileensis Kraenzl.
- Cynorkis bimaculata (Ridl.) H.Perrier
- Cynorkis boinana Schltr.
- Cynorkis brachycentra (Frapp. ex Cordem.) Schltr.
- Cynorkis brachyceras Schltr.
- Cynorkis brachystachya Bosser
- Cynorkis brevicalcar P.J.Cribb
- Cynorkis brevicornu Ridl.
- Cynorkis breviplectra (Frapp. ex Cordem.) Schltr.
- Cynorkis buchananii Rolfe
- Cynorkis buchwaldiana Kraenzl.
- Cynorkis cadetii Bosser
- Cynorkis calanthoides Kraenzl.
- Cynorkis calcaripotens (Frapp. ex Cordem.) Schltr.
- Cynorkis cardiophylla Schltr.
- Cynorkis catatii Bosser
- Cynorkis cinnabarina (Rolfe) Hermans & P.J.Cribb
- Cynorkis clarae Geerinck
- Cynorkis clavata (Frapp. ex Cordem.) Schltr.
- Cynorkis coccinelloides (Frapp. ex Cordem.) Schltr.
- Cynorkis commersoniana (A.Rich.) Kraenzl.
- Cynorkis commersonii Rchb.f.
- Cynorkis comorensis Bosser
- Cynorkis compacta Rchb.f.
- Cynorkis confusa H.Perrier
- Cynorkis constellata (Frapp. ex Cordem.) Schltr.
- Cynorkis cordemoyi Frapp. ex Cordem.
- Cynorkis crispa (Frapp. ex Cordem.) Schltr.
- Cynorkis cuneilabia Schltr.
- Cynorkis cylindrostachys Kraenzl.
- Cynorkis debilis (Hook.f.) Summerh.
- Cynorkis decaryana H.Perrier ex Hermans
- Cynorkis dens-serpens Hermans & P.J.Cribb
- Cynorkis discolor (Frapp. ex Cordem.) Schltr.
- Cynorkis disperidoides Bosser
- Cynorkis elata Rolfe
- Cynorkis elegans Rchb.f.
- Cynorkis ericophila H.Perrier ex Hermans
- Cynorkis exilis (Frapp. ex Cordem.) Schltr.
- Cynorkis falcata (Frapp. ex Cordem.) Schltr.
- Cynorkis fastigiata Thouars
- Cynorkis filiformis Schltr.
- Cynorkis fimbriata H.Perrier ex Hermans
- Cynorkis flabellifera H.Perrier
- Cynorkis flexuosa Lindl.
- Cynorkis formosa Bosser
- Cynorkis frappieri Schltr.
- Cynorkis gabonensis Summerh.
- Cynorkis gaesiformis H.Perrier
- Cynorkis galeata Rchb.f.
- Cynorkis gibbosa Ridl.
- Cynorkis gigas Schltr.
- Cynorkis glandulosa Ridl.
- Cynorkis globifera H.Perrier
- Cynorkis globosa Schltr.
- Cynorkis globulosa (Frapp. ex Cordem.) Schltr.
- Cynorkis graminea (Thouars) Schltr.
- Cynorkis gymnochiloides (Schltr.) H.Perrier
- Cynorkis henrici Schltr.
- Cynorkis hispidula Ridl.
- Cynorkis hologlossa Schltr.
- Cynorkis humbertii Bosser
- Cynorkis humblotiana Kraenzl.
- Cynorkis jumelleana Schltr.
- Cynorkis kassneriana Kraenzl.
- Cynorkis kirkii Rolfe
- Cynorkis lancilabia Schltr.
- Cynorkis latipetala H.Perrier
- Cynorkis laxiflora (Blume) T.Durand & Schinz
- Cynorkis lemurica Bosser
- Cynorkis lilacina Ridl.
- Cynorkis lindleyana Hermans
- Cynorkis lowiana Rchb.f.
- Cynorkis ludens (Frapp. ex Cordem.) Schltr.
- Cynorkis marojejyensis Bosser
- Cynorkis melinantha Schltr.
- Cynorkis mellitula Toill.-Gen. & Bosser
- Cynorkis micrantha (Frapp. ex Cordem.) Schltr.
- Cynorkis minuticalcar Toill.-Gen. & Bosser
- Cynorkis mirabile Hermans & P.J.Cribb
- Cynorkis monadenia H.Perrier
- Cynorkis muscicola Bosser
- Cynorkis nervilabris (Frapp. ex Cordem.) Schltr.
- Cynorkis nitida (Frapp. ex Cordem.) Schltr.
- Cynorkis nutans (Ridl.) H.Perrier
- Cynorkis ochroglossa Schltr.
- Cynorkis ochyrae Szlach. & Olszewski
- Cynorkis orchioides Schltr.
- Cynorkis papilio Bosser
- Cynorkis papillosa (Ridl.) Summerh.
- Cynorkis paradoxa (Frapp. ex Cordem.) Schltr.
- Cynorkis parviflora Rchb.f.
- Cynorkis parvula Schltr.
- Cynorkis pelicanides (Frapp. ex Cordem.) Schltr.
- Cynorkis perrieri Schltr.
- Cynorkis petiolata H.Perrier
- Cynorkis peyrotii Bosser
- Cynorkis pinguicularioides H.Perrier ex Hermans
- Cynorkis pleiadea (Frapp. ex Cordem.) Schltr.
- Cynorkis pleistadenia (Rchb.f.) Schltr.
- Cynorkis pseudorolfei H.Perrier
- Cynorkis purpurascens Thouars
- Cynorkis purpurea (Thouars) Kraenzl.
- Cynorkis quinqueloba H.Perrier ex Hermans
- Cynorkis quinquepartita H.Perrier ex Hermans
- Cynorkis raymondiana H.Perrier ex Hermans
- Cynorkis ridleyi T.Durand & Schinz
- Cynorkis ringens (Frapp. ex Cordem.) Schltr.
- Cynorkis rolfei Hochr.
- Cynorkis rosellata (Thouars) Bosser
- Cynorkis rungweensis Schltr.
- Cynorkis sacculata Schltr.
- Cynorkis sagittata H.Perrier
- Cynorkis sambiranoensis Schltr.
- Cynorkis saxicola Schltr.
- Cynorkis schlechteri H.Perrier
- Cynorkis schmidtii (Kraenzl.) Schltr.
- Cynorkis seychellarum Aver.
- Cynorkis sigmoidea Kraenzl.
- Cynorkis sororia Schltr.
- Cynorkis souegesii Bosser & Veyret
- Cynorkis spatulata H.Perrier ex Hermans
- Cynorkis speciosa Ridl.
- Cynorkis squamosa (Poir.) Lindl.
- Cynorkis stenoglossa Kraenzl.
- Cynorkis stolonifera (Schltr.) Schltr.
- Cynorkis subtilis Bosser
- Cynorkis summerhayesiana Geerinck
- Cynorkis sylvatica Bosser
- Cynorkis symoensii Geerinck & Tournay
- Cynorkis tamponensis Schltr.
- Cynorkis tenella Ridl.
- Cynorkis tenerrima (Ridl.) Kraenzl.
- Cynorkis tenuicalcar Schltr.
- Cynorkis trilinguis (Frapp. ex Cordem.) Schltr.
- Cynorkis tristis Bosser
- Cynorkis tryphioides Schltr.
- Cynorkis uliginosa Bosser
- Cynorkis uncata (Rolfe) Kraenzl.
- Cynorkis uniflora Lindl.
- Cynorkis usambarae Rolfe
- Cynorkis verrucosa Bosser
- Cynorkis villosa Rolfe
- Cynorkis violacea Schltr.
- Cynorkis volombato Bosser
- Cynorkis zaratananae Schltr.

Selon NCBI (22 décembre 2018) :
- Cynorkis compacta
- Cynorkis fastigiata
- Cynorkis galeata
- Cynorkis grandiflora

Selon The Plant List (22 décembre 2018) :
- Cynorkis alborubra Schltr.
- Cynorkis ambondrombensis Boiteau
- Cynorkis ampullacea H.Perrier ex Hermans
- Cynorkis ampullifera H.Perrier
- Cynorkis anacamptoides Kraenzl.
- Cynorkis andohahelensis H.Perrier
- Cynorkis andringitrana Schltr.
- Cynorkis angustipetala Ridl.
- Cynorkis anisoloba Summerh.
- Cynorkis aphylla Schltr.
- Cynorkis arnottioides Rchb.f.
- Cynorkis aurantiaca Ridl.
- Cynorkis bardotiana Bosser
- Cynorkis baronii Rolfe
- Cynorkis bathiei Schltr.
- Cynorkis betsileensis Kraenzl.
- Cynorkis bimaculata (Ridl.) H.Perrier
- Cynorkis boinana Schltr.
- Cynorkis brachycentra (Frapp. ex Cordem.) Schltr.
- Cynorkis brachyceras Schltr.
- Cynorkis brachystachya Bosser
- Cynorkis brevicalcar P.J.Cribb
- Cynorkis brevicornu Ridl.
- Cynorkis breviplectra (Frapp. ex Cordem.) Schltr.
- Cynorkis buchananii Rolfe
- Cynorkis buchwaldiana Kraenzl.
- Cynorkis cadetii Bosser
- Cynorkis calanthoides Kraenzl.
- Cynorkis calcaripotens (Frapp. ex Cordem.) Schltr.
- Cynorkis cardiophylla Schltr.
- Cynorkis catatii Bosser
- Cynorkis clarae Geerinck
- Cynorkis clavata (Frapp. ex Cordem.) Schltr.
- Cynorkis coccinelloides (Frapp. ex Cordem.) Schltr.
- Cynorkis commersoniana (A.Rich.) Kraenzl.
- Cynorkis commersonii Rchb.f.
- Cynorkis comorensis Bosser
- Cynorkis compacta Rchb.f.
- Cynorkis confusa H.Perrier
- Cynorkis constellata (Frapp. ex Cordem.) Schltr.
- Cynorkis cordemoyi Frapp. ex Cordem.
- Cynorkis crispa (Frapp. ex Cordem.) Schltr.
- Cynorkis cuneilabia Schltr.
- Cynorkis cylindrostachys Kraenzl.
- Cynorkis debilis (Hook.f.) Summerh.
- Cynorkis decaryana H.Perrier ex Hermans
- Cynorkis discolor (Frapp. ex Cordem.) Schltr.
- Cynorkis disperidoides Bosser
- Cynorkis elata Rolfe
- Cynorkis elegans Rchb.f.
- Cynorkis ericophila H.Perrier ex Hermans
- Cynorkis exilis (Frapp. ex Cordem.) Schltr.
- Cynorkis falcata (Frapp. ex Cordem.) Schltr.
- Cynorkis fastigiata Thouars
- Cynorkis filiformis Schltr.
- Cynorkis fimbriata H.Perrier ex Hermans
- Cynorkis flabellifera H.Perrier
- Cynorkis flexuosa Lindl.
- Cynorkis formosa Bosser
- Cynorkis frappieri Schltr.
- Cynorkis gabonensis Summerh.
- Cynorkis gaesiformis H.Perrier
- Cynorkis galeata Rchb.f.
- Cynorkis gibbosa Ridl.
- Cynorkis gigas Schltr.
- Cynorkis glandulosa Ridl.
- Cynorkis globifera H.Perrier
- Cynorkis globosa Schltr.
- Cynorkis globulosa (Frapp. ex Cordem.) Schltr.
- Cynorkis graminea (Thouars) Schltr.
- Cynorkis guttata Hermans & P.J.Cribb
- Cynorkis gymnochiloides (Schltr.) H.Perrier
- Cynorkis henrici Schltr.
- Cynorkis hispidula Ridl.
- Cynorkis hologlossa Schltr.
- Cynorkis humbertii Bosser
- Cynorkis humblotiana Kraenzl.
- Cynorkis jumelleana Schltr.
- Cynorkis kassneriana Kraenzl.
- Cynorkis kirkii Rolfe
- Cynorkis laeta Schltr.
- Cynorkis lancilabia Schltr.
- Cynorkis latipetala H.Perrier
- Cynorkis laxiflora (Blume) T.Durand & Schinz
- Cynorkis lilacina Ridl.
- Cynorkis lindleyana Hermans
- Cynorkis lowiana Rchb.f.
- Cynorkis ludens (Frapp. ex Cordem.) Schltr.
- Cynorkis marojejyensis Bosser
- Cynorkis melinantha Schltr.
- Cynorkis mellitula Toill.-Gen. & Bosser
- Cynorkis micrantha (Frapp. ex Cordem.) Schltr.
- Cynorkis minuticalcar Toill.-Gen. & Bosser
- Cynorkis mirabile Hermans & P.J.Cribb
- Cynorkis monadenia H.Perrier
- Cynorkis muscicola Bosser
- Cynorkis nervilabris (Frapp. ex Cordem.) Schltr.
- Cynorkis nitida (Frapp. ex Cordem.) Schltr.
- Cynorkis nutans (Ridl.) H.Perrier
- Cynorkis ochroglossa Schltr.
- Cynorkis ochyrae Szlach. & Olszewski
- Cynorkis orchioides Schltr.
- Cynorkis papilio Bosser
- Cynorkis papillosa (Ridl.) Summerh.
- Cynorkis paradoxa (Frapp. ex Cordem.) Schltr.
- Cynorkis parviflora Rchb.f.
- Cynorkis parvula Schltr.
- Cynorkis pelicanides (Frapp. ex Cordem.) Schltr.
- Cynorkis perrieri Schltr.
- Cynorkis petiolata H.Perrier
- Cynorkis peyrotii Bosser
- Cynorkis pinguicularioides H.Perrier ex Hermans
- Cynorkis pleiadea (Frapp. ex Cordem.) Schltr.
- Cynorkis pleistadenia (Rchb.f.) Schltr.
- Cynorkis pseudorolfei H.Perrier
- Cynorkis purpurascens Thouars
- Cynorkis purpurea (Thouars) Kraenzl.
- Cynorkis quinqueloba H.Perrier ex Hermans
- Cynorkis quinquepartita H.Perrier ex Hermans
- Cynorkis raymondiana H.Perrier ex Hermans
- Cynorkis ridleyi T.Durand & Schinz
- Cynorkis ringens (Frapp. ex Cordem.) Schltr.
- Cynorkis rolfei Hochr.
- Cynorkis rosellata (Thouars) Bosser
- Cynorkis rungweensis Schltr.
- Cynorkis sacculata Schltr.
- Cynorkis sagittata H.Perrier
- Cynorkis sambiranoensis Schltr.
- Cynorkis saxicola Schltr.
- Cynorkis schlechteri H.Perrier
- Cynorkis schmidtii (Kraenzl.) Schltr.
- Cynorkis seychellarum Aver.
- Cynorkis sigmoidea Kraenzl.
- Cynorkis sororia Schltr.
- Cynorkis souegesii Bosser & Veyret
- Cynorkis spatulata H.Perrier ex Hermans
- Cynorkis squamosa (Poir.) Lindl.
- Cynorkis stenoglossa Kraenzl.
- Cynorkis stolonifera (Schltr.) Schltr.
- Cynorkis subtilis Bosser
- Cynorkis summerhayesiana Geerinck
- Cynorkis sylvatica Bosser
- Cynorkis symoensii Geerinck & Tournay
- Cynorkis tamponensis Schltr.
- Cynorkis tenella Ridl.
- Cynorkis tenerrima (Ridl.) Kraenzl.
- Cynorkis tenuicalcar Schltr.
- Cynorkis trilinguis (Frapp. ex Cordem.) Schltr.
- Cynorkis tristis Bosser
- Cynorkis tryphioides Schltr.
- Cynorkis uncata (Rolfe) Kraenzl.
- Cynorkis uncinata H. Perrier
- Cynorkis uniflora Lindl.
- Cynorkis usambarae Rolfe
- Cynorkis verrucosa Bosser
- Cynorkis villosa Rolfe
- Cynorkis violacea Schltr.
- Cynorkis zaratananae Schltr.

Selon Tropicos (22 décembre 2018) (Attention liste brute contenant possiblement des synonymes) :
- Cynorkis alborubra Schltr.
- Cynorkis amabilis Schltr.
- Cynorkis ambondrombensis Boiteau
- Cynorkis ampullacea H. Perrier ex Hermans
- Cynorkis ampullifera H. Perrier
- Cynorkis anacamptoides Kraenzl.
- Cynorkis andohahelensis H. Perrier
- Cynorkis andringitrana Schltr.
- Cynorkis angustipetala Ridl.
- Cynorkis anisoloba Summerh.
- Cynorkis aphylla Schltr.
- Cynorkis arnottioides Rchb. f.
- Cynorkis aurantiaca Ridl.
- Cynorkis bardotiana Bosser
- Cynorkis barlaea (Rchb. f.) Schltr.
- Cynorkis baronii Rolfe
- Cynorkis bathiei Schltr.
- Cynorkis bella Schltr.
- Cynorkis betsileensis Kraenzl.
- Cynorkis bimaculata (Ridl.) H. Perrier
- Cynorkis boinana Schltr.
- Cynorkis boiviniana Kraenzl.
- Cynorkis boryana Lindl.
- Cynorkis bosseriana Szlach.
- Cynorkis brachycentra Schltr.
- Cynorkis brachyceras Schltr.
- Cynorkis brachystachya Bosser
- Cynorkis brauniana Kraenzl.
- Cynorkis braunii Kraenzl.
- Cynorkis brevicalcar P.J. Cribb
- Cynorkis brevicornu Ridl.
- Cynorkis breviplectra Schltr.
- Cynorkis buchanani Rolfe
- Cynorkis buchwaldiana Kraenzl.
- Cynorkis cadetii Bosser
- Cynorkis calanthoides Kraenzl.
- Cynorkis calcarata T. Durand & Schinz
- Cynorkis calcaripotens Schltr.
- Cynorkis cardiophylla Schltr.
- Cynorkis catatii Bosser
- Cynorkis chinensis Rolfe
- Cynorkis cinnabarina (Rolfe) Hermans & P.J. Cribb
- Cynorkis clarae Geerinck
- Cynorkis clavata Schltr.
- Cynorkis coccinelloides Schltr.
- Cynorkis commersoniana (A. Rich.) Kraenzl.
- Cynorkis commersonii Rchb. f.
- Cynorkis comorensis Bosser
- Cynorkis compacta Rchb. f.
- Cynorkis confusa H. Perrier
- Cynorkis constellata Schltr.
- Cynorkis cordemoyi Frapp. ex Cordem.
- Cynorkis crispa Schltr.
- Cynorkis cuneilabia Schltr.
- Cynorkis cylindrostachys Kraenzl.
- Cynorkis debilis (Hook. f.) Summerh.
- Cynorkis decaryana H. Perrier ex Hermans
- Cynorkis decolorata Schltr.
- Cynorkis dens-serpens Hermans & P.J. Cribb
- Cynorkis diplorhyncha Schltr.
- Cynorkis discolor Schltr.
- Cynorkis disperidoides Bosser
- Cynorkis elata Rolfe
- Cynorkis elegans Rchb. f.
- Cynorkis ericophila H. Perrier
- Cynorkis exilis (Frapp.) Schltr.
- Cynorkis falcata Schltr.
- Cynorkis fallax Schltr.
- Cynorkis fastigiata Thouars
- Cynorkis filiformis (Kraenzl.) H. Perrier
- Cynorkis fimbriata H. Perrier ex Hermans
- Cynorkis flabellifera H. Perrier
- Cynorkis flexuosa Lindl.
- Cynorkis formosa Bosser
- Cynorkis frappieri Schltr.
- Cynorkis gabonensis Summerh.
- Cynorkis gaesiformis H. Perrier
- Cynorkis galeata Rchb. f.
- Cynorkis gibbosa Ridl.
- Cynorkis gigas Schltr.
- Cynorkis glandulosa Ridl.
- Cynorkis globifera H. Perrier
- Cynorkis globosa Schltr.
- Cynorkis globulosa Schltr.
- Cynorkis gracilis (Blume) Kraenzl.
- Cynorkis graminea (Thouars) Schltr.
- Cynorkis grandiflora Ridl.
- Cynorkis guttata Hermans & P.J. Cribb
- Cynorkis gymnadenoides Schltr.
- Cynorkis gymnochiloides (Schltr.) H. Perrier
- Cynorkis hanningtonii Rolfe
- Cynorkis henrici Schltr.
- Cynorkis hetaerioides (Summerh.) Szlach.
- Cynorkis heterochroma Schltr.
- Cynorkis hirtula H. Perrier
- Cynorkis hispidula Ridl.
- Cynorkis hologlossa Schltr.
- Cynorkis humbertii Bosser
- Cynorkis humblotiana Kraenzl.
- Cynorkis hygrophila Schltr.
- Cynorkis imerinensis (Ridl.) Kraenzl.
- Cynorkis inversa Schltr.
- Cynorkis japonica Kraenzl.
- Cynorkis johnsonii Rolfe
- Cynorkis jumelleana Schltr.
- Cynorkis kaessneriana Kraenzl.
- Cynorkis kirkii Rolfe
- Cynorkis laeta Schltr.
- Cynorkis laggiarae Schltr.
- Cynorkis lancilabia Schltr.
- Cynorkis latipetala H. Perrier
- Cynorkis laxiflora T. Durand & Schinz
- Cynorkis lemurica Bosser
- Cynorkis lilacina Ridl.
- Cynorkis lindleyana Hermans
- Cynorkis lisowskii Szlach.
- Cynorkis longifolia (Lindl.) Schltr.
- Cynorkis lowiana Rchb. f.
- Cynorkis ludens Schltr.
- Cynorkis macloughlinii L. Bolus
- Cynorkis madagascarica (Schltr.) Hermans
- Cynorkis marojejyensis Bosser
- Cynorkis melinantha Schltr.
- Cynorkis mellitula Toill.-Gen. & Bosser
- Cynorkis mesophylla Schltr.
- Cynorkis micrantha (Frapp.) Schltr.
- Cynorkis minuticalcar Toill.-Gen. & Bosser
- Cynorkis monadenia H. Perrier
- Cynorkis moramangana Schltr.
- Cynorkis morlandii Rolfe
- Cynorkis muscicola Bosser
- Cynorkis nervilabris (Frapp.) Schltr.
- Cynorkis nigrescens Schltr.
- Cynorkis nitida (Frapp.) Schltr.
- Cynorkis nutans (Ridl.) H. Perrier
- Cynorkis nyassana Schltr.
- Cynorkis obcordata (Willemet) Schltr.
- Cynorkis oblonga Schltr.
- Cynorkis occidentalis (Lindl.) T. Durand & Schinz
- Cynorkis ochroglossa Schltr.
- Cynorkis ochyrae Szlach. & Olszewski
- Cynorkis oligadenia Schltr.
- Cynorkis orchioides Schltr.
- Cynorkis oxypetala Schltr.
- Cynorkis papilio Bosser
- Cynorkis papillosa (Ridl.) Summerh.
- Cynorkis paradoxa (Frapp.) Schltr.
- Cynorkis parva Summerh.
- Cynorkis parviflora Rchb. f.
- Cynorkis parvula (Kraenzl.) Schltr.
- Cynorkis pauciflora Rolfe
- Cynorkis pelicanides (Frapp.) Schltr.
- Cynorkis perrieri Schltr.
- Cynorkis petiolata H. Perrier
- Cynorkis peyrotii Bosser
- Cynorkis pinguicularioides H. Perrier
- Cynorkis platylepoides Kraenzl.
- Cynorkis pleiadea (Frapp.) Schltr.
- Cynorkis pleistadenia (Rchb. f.) Schltr.
- Cynorkis praecox Schltr.
- Cynorkis pseudorolfei H. Perrier
- Cynorkis pulchra (Schltr.) Schltr.
- Cynorkis purpurascens Thouars
- Cynorkis purpurea (Thouars) Kraenzl.
- Cynorkis quinqueloba H. Perrier
- Cynorkis quinquepartita H. Perrier
- Cynorkis raymondiana H. Perrier
- Cynorkis reticulata (Frapp.) Schltr.
- Cynorkis rhomboglossa Schltr.
- Cynorkis ridleyi T. Durand & Schinz
- Cynorkis ringens (Frapp.) Schltr.
- Cynorkis rolfei Hochr.
- Cynorkis rosellata (Thouars) Bosser
- Cynorkis rungweensis Schltr.
- Cynorkis rupicola Schltr.
- Cynorkis sacculata Schltr.
- Cynorkis sagittata H. Perrier
- Cynorkis sambiranoensis Schltr.
- Cynorkis saxicola Schltr.
- Cynorkis schlechterii H. Perrier
- Cynorkis schmidtii (Kraenzl.) Schltr.
- Cynorkis seychellarum Aver.
- Cynorkis sigmoidea Kraenzl.
- Cynorkis similis Schltr.
- Cynorkis sororia Schltr.
- Cynorkis souegesii Bosser & Veyret
- Cynorkis spatulata H. Perrier
- Cynorkis speciosa Ridl.
- Cynorkis squamosa (Poir.) Lindl.
- Cynorkis stenoglossa Kraenzl.
- Cynorkis stolonifera (Schltr.) Schltr.
- Cynorkis subtilis Bosser
- Cynorkis summerhayesiana Geerinck
- Cynorkis sylvatica Bosser
- Cynorkis symoensii Geerinck & Tournay
- Cynorkis tamponensis (Frapp.) Schltr.
- Cynorkis tenella Ridl.
- Cynorkis tenerrima (Ridl.) Kraenzl.
- Cynorkis tenuicalcar Schltr.
- Cynorkis trilinguis (Frapp.) Schltr.
- Cynorkis triphylla Thouars
- Cynorkis tristis Bosser
- Cynorkis tryphioides Schltr.
- Cynorkis tsaratananae Schltr.
- Cynorkis uliginosa Bosser
- Cynorkis uncata (Rolfe) Kraenzl.
- Cynorkis uncinata H. Perrier ex Hermans
- Cynorkis uniflora Lindl.
- Cynorkis usambarae Rolfe
- Cynorkis variegata (Frapp.) Schltr.
- Cynorkis verrucosa Bosser
- Cynorkis villosa Rolfe
- Cynorkis violacea Schltr.
- Cynorkis volkensii Kraenzl.
- Cynorkis volombato Bosser
- Cynorkis zaratananae Schltr.
- Cynorkis × madagascarica Hermans
- Cynorkis × mirabile Hermans & P.J. Cribb